# سيلفر شارك

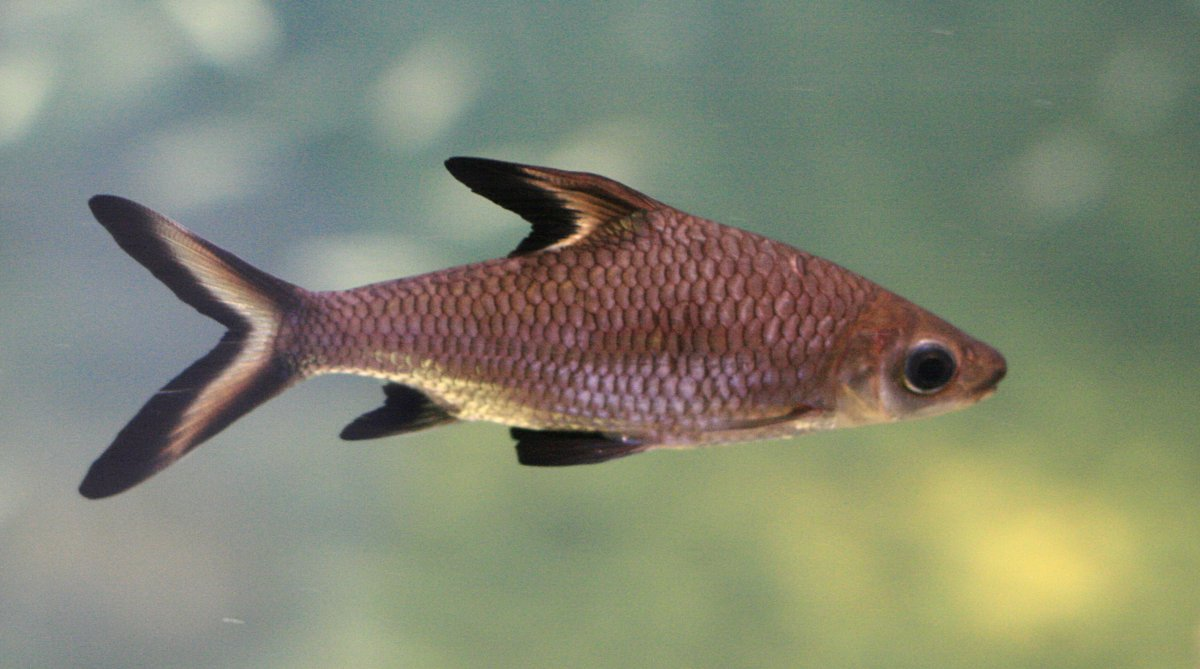

سيلفر شارك (بالإنجليزية: silver shark)‏ (الاسم العلمي: Balantiocheilos melanopterus) هي سمكة زينة موطنها في جنوب شرق أسيا، تايلاند، وجزيرة مالايا. يصل طولها إلى 13 بوصة (35 سم) أو أكثر، تحتاج السمكة درجة حموضة من 6 ونصف إلى 7ـ ودرجة الحرارة من 22 ـ 28 درجة مئوية.